# Nations Cup 2001 (Snooker)
Der Nations Cup 2001 war ein Snookerturnier, das vom 13. bis 21. Januar 2001 in Reading ausgetragen wurde. Es war ein Einladungsturnier im Rahmen der Main Tour der Snooker-Saison 2000/01. Es war die dritte und letzte Ausgabe des Turniers, das von der WPBSA veranstaltet wurde.
Es handelte sich um ein Nationenturnier, bei dem 8 Nationen teilnahmen, wobei jedes teilnehmende Land von drei Spielern repräsentiert wurde. Ein Team qualifizierte sich über ein Play-off-Match. Das Turnier wurde vom Hersteller Coalite gesponsert. England war Titelverteidiger des Turniers, schied jedoch in der Gruppenphase aus. Das Team Schottland (Stephen Hendry, John Higgins und Alan McManus) gewannen den Wettbewerb und besiegten im Finale Team Irland (Ken Doherty, Fergal O’Brien und Michael Judge) mit 6 – 2.       
Während des Spiels sorgte der Schiedsrichter Alan Chamberlain für Kontroversen, als er O’Brien vor langsamem Spiel warnte, da die Fernsehberichterstattung bald darauf enden sollte. Das höchste Break des Turniers war eine 131er des Thailändischen Spielers Phaitoon Phonbun im zweiten Frame des Gruppenspiels gegen Malta.
Die WPBSA plante das Turnier unter dem Namen World Cup 2002 weiter zu Veranstalten. Durch den Rückzug von ITV aus der Berichterstattung stellte die WPBSA das Turnier ein. Ähnliche Turniere namens World Challenge Cup, World Team Classic und World Cup gehen bis zum Jahr 1979 zurück.

## Hintergrund
Der Nations Cup wurde 1999 als Snookerturnier mit fünf Mannschaften unter Beteiligung der Heimatnationen (England, Schottland, Wales, Nordirland und Irland) gegründet. Das Turnier 2001 wurde von fünf auf acht Mannschaften erweitert, um Mannschaften, die nicht zu den Heimatländern gehören, aufzunehmen. Obwohl es Pläne gab, das Turnier in World Cup umzubenennen, war dies das letzte Jahr, in dem es ausgetragen wurde, da ITV die Ausstrahlung von Snooker einstellte. Das Gesamtpreisgeld betrug 69.400 Pfund, wobei die Siegermannschaft 46.950 Pfund erhielt und dies zu gleichen Teilen unter allen drei Spielern aufgeteilt wurde. Der Host-Broadcaster war ITV.

## Regeln
Beim Nations Cup gab es acht Nationalmannschaften mit jeweils drei Spielern. Diese Teams wurden in zwei Gruppen zu je vier Mannschaften aufgeteilt. Jede Mannschaft spielte ein Best-of-Seven-Frames-Match gegen jede Nation der Gruppe. Die ersten drei Frames wurden von einem Spieler jeder Mannschaft bestritten und der vierte von zwei Spielern jeder Seite. Die letzten Frames wurden von einem Teilnehmer pro Nation gespielt. Für das Halbfinale qualifizierten sich die beiden Mannschaften, die in ihrer Gruppe die meisten Spiele gewonnen hatten. Hätte es Gleichstand um den zweiten Platz gegeben, wäre die Nation mit höherer Framedifferenz weitergekommen oder jeder Spieler hätte zwei Versuche gehabt, den blauen Ball vom D aus in einem Shoot-out zu versenken. Wenn dadurch kein Gruppensieger ermittelt worden wäre, hätte das Spiel im Sudden Death geendet.
Gruppenphase
- 1.Frame: Einzel vs Einzel
- 2.Frame: Einzel vs Einzel
- 3.Frame: Einzel vs Einzel
- 4.Frame: Doppel (alternierend)
- 5.Frame: Einzel vs Einzel
- 6.Frame: Einzel vs Einzel
- 7.Frame: Einzel vs Einzel

Halbfinale
- 1.Frame: Einzel vs Einzel
- 2.Frame: Einzel vs Einzel
- 3.Frame: Einzel vs Einzel
- 4.Frame: Doppel (alternierend)
- 5.Frame: Einzel vs Einzel
- 6.Frame: Einzel vs Einzel
- 7.Frame: Einzel vs Einzel
- 8.Frame: Einzel vs Einzel (gegen den noch nicht gespielt wurde)
- 9.Frame: Einzel vs Einzel (gegen den noch nicht gespielt wurde)

Finale
- 1.Frame: Einzel vs Einzel
- 2.Frame: Einzel vs Einzel
- 3.Frame: Einzel vs Einzel
- 4.Frame: Doppel (alternierend)
- 5.Frame: Einzel vs Einzel
- 6.Frame: Einzel vs Einzel
- 7.Frame: Einzel vs Einzel
- 8.Frame: Einzel vs Einzel (gegen den noch nicht gespielt wurde)
- 9.Frame: Einzel vs Einzel (gegen den noch nicht gespielt wurde)
- 10.Frame: Einzel vs Einzel (gegen den noch nicht gespielt wurde)
- 11.Frame: Einzel vs Einzel (Nominierung des Kapitän)

Mit Ausnahme des letzten Frames des Finale durften die Spieler nicht zwei Frames hintereinander oder mehr als einen Frame gegen ihren Gegner aus der anderen Mannschaft spielen.

## Preisgeld
Die Aufschlüsselung der Preisgelder für das Turnier 2001 ist unten aufgeführt. Jeder Spieler erhielt den gleichen Anteil an Preisgeldern für das gute Abschneiden seines Teams. Das Preisgeld von 20.000 Pfund für ein Maximum Break, würde an den ersten Teilnehmer vergeben, der die Leistung im Wettbewerb vollbringt.
- Sieger: 16.650 Pfund
- Zweiter: 6.650 Pfund
- Höchstes Break: 2.500 Pfund
- Maximum Break: 20.000 Pfund
- Gesamt: 69.400 Pfund

## Teilnehmer
Das Turnier bestand aus 8 Teams mit jeweils drei Spielern. 
| Setzung | Nation              | Spieler 1 (Kapitän)    | Spieler 2             | Spieler 3                |
| ------- | ------------------- | ---------------------- | --------------------- | ------------------------ |
| 1       | England             | Ronnie O’Sullivan* (W) | Stephen Lee (W)       | John Parrott (W)         |
| 2       | Schottland          | John Higgins (W)       | Stephen Hendry (W)    | Alan McManus (W)         |
| 3       | Wales               | Dominic Dale (W)       | Mark Williams (W)     | Matthew Stevens (W)      |
| 4       | Irland              | Ken Doherty (W)        | Fergal O’Brien (W)    | Michael Judge (W)        |
| 5       | Nordirland          | Joe Swail (W)          | Terry Murphy (W)      | Gerard Greene (W)        |
| 6       | Thailand            | James Wattana (W)      | Phaithoon Phonbun (W) | Noppadon Noppachorn (W)  |
| 7       | Volksrepublik China | Marco Fu (W)           | Da Hai Lin (W)        | Hasimu Tuerxun (1998/99) |
| 8       | Malta**             | Tony Drago (W)         | Joe Grech (1999/00)   | Alex Borg (MAS)          |

- *: O’Sullivan zog sich verletzungsbedingt nach dem ersten Gruppenspiel gegen China zurück. Grund war eine Massage im Hotel während der China Open 2000, bei der er sich am unteren Rücken verletzte. Anthony Hamilton rutschte für O’Sullivan nach und John Parrott wurde zum Kapitän ernannt.

- **: Malta qualifizierte sich über ein 3 – 2 über Belgien (Mario Geudens, Patrick Delsemme und Bjorn Haneveer) in einem Play-off-Match, dass am 18. November 2000 im Bournemouth International Centre ausgetragen wurde.
- (W): wurden aus der Weltrangliste 2000/01 heraus eingeladen.
- (1999/00): wurde aus der Weltrangliste 1999/00 heraus eingeladen.
- (1998/99): wurde aus der Weltrangliste 1998/99 heraus eingeladen.
- (MAS): Alex Borg erhielt die Einladung als Malta Amateur Snookermeister 2001.

## Gruppenphase

### Gruppe A
| Platz | Mannschaft             | Spiele | gewonnene Spiele | gewonnene Frames | verlorene Frames | Differenz |
| ----- | ---------------------- | ------ | ---------------- | ---------------- | ---------------- | --------- |
| 1     | Nordirland (5)         | 3      | 2                | 11               | 9                | +2        |
| 2     | Irland (4)             | 3      | 2                | 11               | 10               | +1        |
| 3     | England (1)            | 3      | 1                | 9                | 9                | 0         |
| 4     | Volksrepublik China(7) | 3      | 1                | 8                | 11               | −3        |

| England              | 4 | – | 1 | China            |  | Nordirland | 4 | – | 3 | Irland |
| -------------------- | - | - | - | ---------------- |  | ---------- | - | - | - | ------ |
| R.O’Sullivan         | 1 | – | 0 | Da Hailin        |  |            |   |   |   |        |
| J.Parrott            | 1 | – | 0 | M.Fu             |  |            |   |   |   |        |
| S.Lee                | 1 | – | 0 | H.Tuerxun        |  |            |   |   |   |        |
| S.Lee & R.O’Sullivan | 0 | – | 1 | M.Fu & Da Hailin |  |            |   |   |   |        |
| R.O’Sullivan         | 1 | – | 0 | H.Tuerxun        |  |            |   |   |   |        |

| Irland                | 4  | – | 3  | England           |  | China            | 4  | – | 3  | Nordirland         |
| --------------------- | -- | - | -- | ----------------- |  | ---------------- | -- | - | -- | ------------------ |
| K.Doherty             | 62 | – | 42 | J.Parrott         |  | M.Fu             | 9  | – | 71 | G.Greene           |
| F.O’Brien             | 33 | – | 81 | S.Lee             |  | H.Tuerxun        | 7  | – | 75 | J.Swail            |
| M.Judge               | 24 | – | 72 | A.Hamilton        |  | Da Hailin        | 72 | – | 69 | T.Murphy           |
| K.Doherty & F.O’Brien | 61 | – | 21 | J.Parrott & S.Lee |  | M.Fu & Da Hailin | 66 | – | 58 | J.Swail & T.Murphy |
| K.Doherty             | 96 | – | 8  | A.Hamilton        |  | M.Fu             | 69 | – | 33 | J.Swail            |
| F.O’Brien             | 40 | – | 54 | J.Parrott         |  | H.Tuerxun        | 37 | – | 80 | T.Murphy           |
| M.Judge               | 68 | – | 56 | S.Lee             |  | Da Hailin        | 73 | – | 20 | G.Greene           |

| Irland                | 4  | – | 3   | China            |  | Nordirland         | 4  | – | 2  | England            |
| --------------------- | -- | - | --- | ---------------- |  | ------------------ | -- | - | -- | ------------------ |
| K.Doherty             | 55 | – | 31  | H.Tuerxun        |  | G.Greene           | 19 | – | 76 | S.Lee              |
| F.O’Brien             | 4  | – | 35  | M.Fu             |  | J.Swail            | 84 | – | 8  | A.Hamilton         |
| M.Judge               | 8  | – | 113 | Da Hailin        |  | T.Murphy           | 96 | – | 72 | J.Parrott          |
| K.Doherty & F.O’Brien | 62 | – | 5   | M.Fu & Da Hailin |  | J.Swail & T.Murphy | 75 | – | 48 | S.Lee & A.Hamilton |
| K.Doherty             | 0  | – | 86  | M.Fu             |  | J.Swail            | 41 | – | 73 | S.Lee              |
| F.O’Brien             | 9  | – | 65  | Da Hailin        |  | G.Greene           | 71 | – | 46 | J.Parrott          |
| M.Judge               | 54 | – | 39  | H.Tuerxun        |  |                    |    |   |    |                    |

### Gruppe B
| Platz | Mannschaft     | Spiele | gewonnene Spiele | gewonnene Frames | verlorene Frames | Differenz |
| ----- | -------------- | ------ | ---------------- | ---------------- | ---------------- | --------- |
| 1     | Wales (3)      | 3      | 3                | 12               | 3                | +9        |
| 2     | Schottland (2) | 3      | 2                | 10               | 6                | +4        |
| 3     | Thailand (6)   | 3      | 1                | 5                | 9                | −4        |
| 4     | Malta (8)      | 3      | 0                | 3                | 12               | −9        |

| Schottland | 4 | – | 2 | Malta |  | Wales | 4 | – | 1 | Thailand |
| ---------- | - | - | - | ----- |  | ----- | - | - | - | -------- |
|            |   |   |   |       |  |       |   |   |   |          |
|            |   |   |   |       |  |       |   |   |   |          |
|            |   |   |   |       |  |       |   |   |   |          |

| Thailand              | 4               | – | 1  | Malta             |  | Wales                  | 4  | – | 2               | Schottland            |
| --------------------- | --------------- | - | -- | ----------------- |  | ---------------------- | -- | - | --------------- | --------------------- |
| P.Phonbun             | 136 (131-Break) | – | 0  | T.Drago           |  | D.Dale                 | 59 | – | 9               | J.Higgins             |
| J.Wattana             | 64              | – | 5  | J.Grech           |  | M.Stevens              | 67 | – | 1               | S.Hendry              |
| N.Noppachorn          | 58              | – | 69 | A.Borg            |  | M.Williams             | 1  | – | 69              | A.McManus             |
| J.Wattana & P.Phonbun | 102             | – | 39 | T.Drago & J.Grech |  | M.Williams & M.Stevens | 65 | – | 15              | A.McManus & J.Higgins |
| P.Phonbun             | 66              | – | 38 | J.Grech           |  | M.Williams             | 0  | – | 127 (127-Break) | S.Hendry              |
|                       |                 |   |    |                   |  | M.Stevens              | 80 | – | 36              | J.Higgins             |

| Schottland           | 4  | – | 0  | Thailand              |  | Wales              | 4  | – | 0  | Malta            |
| -------------------- | -- | - | -- | --------------------- |  | ------------------ | -- | - | -- | ---------------- |
| S.Hendry             | 69 | – | 29 | P.Phonbun             |  | M.Stevens          | 71 | – | 64 | T.Drago          |
| J.Higgins            | 80 | – | 36 | J.Wattana             |  | D.Dale             | 97 | – | 10 | J.Grech          |
| A.McManus            | 78 | – | 53 | N.Noppachorn          |  | M.Williams         | 79 | – | 24 | A.Borg           |
| S.Hendry & J.Higgins | 79 | – | 0  | J.Wattana & P.Phonbun |  | D.Dale & M.Stevens | 57 | – | 36 | A.Borg & J.Grech |

## Finalrunde
Die Halbfinals wurden am 19. und 20. Januar gespielt. Das Finale wurde am 21. Januar gespielt.
|  | Halbfinale | Halbfinale | Halbfinale |  |  | Finale | Finale     | Finale |
|  |            |            |            |  |  |        |            |        |
|  |            |            |            |  |  |        |            |        |
|  |            | Nordirland | 0          |  |  |        |            |        |
|  |            | Schottland | 5          |  |  |        |            |        |
|  |            |            |            |  |  |        | Schottland | 6      |
|  |            |            |            |  |  |        | Irland     | 2      |
|  |            | Irland     | 5          |  |  |        |            |        |
|  |            | Wales      | 1          |  |  |        |            |        |
|  |            |            |            |  |  |        |            |        |

| 19 Januar             |    |   |    |                        |  | 20 Januar          |    |   |    |                      |  | 21 Januar                 |     |   |    |                       |
|                       |    |   |    |                        |  |                    |    |   |    |                      |  | Referee: Alan Chamberlain |     |   |    |                       |
| Irland                | 5  | – | 1  | Wales                  |  | Nordirland         | 0  | – | 5  | Schottland           |  | Schottland                | 6   | – | 2  | Irland                |
| --------------------- | -- | - | -- | ---------------------- |  | ------------------ | -- | - | -- | -------------------- |  | ------------------------- | --- | - | -- | --------------------- |
| M.Judge               | 72 | – | 0  | M.Williams             |  | G.Greene           | 25 | – | 72 | S.Hendry             |  | S.Hendry                  | 105 | – | 17 | K.Doherty             |
| F.O’Brien             | 71 | – | 48 | M.Stevens              |  | J.Swail            | 0  | – | 99 | A.McManus            |  | A.McManus                 | 81  | – | 56 | F.O 'Brien            |
| K.Doherty             | 7  | – | 74 | D.Dale                 |  | T.Murphy           | 46 | – | 60 | J.Higgins            |  | J.Higgins                 | 16  | – | 85 | M.Judge               |
| K.Doherty & F.O’Brien | 60 | – | 47 | M.Williams & M.Stevens |  | J.Swail & G.Greene | 49 | – | 68 | S.Hendry & A.McManus |  | S.Hendry & J.Higgins      | 37  | – | 73 | K.Doherty & F.O’Brien |
| K.Doherty             | 64 | – | 41 | M.Stevens              |  | J.Swail            | 39 | – | 77 | J.Higgins            |  | A.McManus                 | 44  | – | 11 | K.Doherty             |
| F.O’Brien             | 64 | – | 42 | M.Williams             |  |                    |    |   |    |                      |  | J.Higgins                 | 58  | – | 47 | F.O’Brien             |
|                       |    |   |    |                        |  |                    |    |   |    |                      |  | S.Hendry                  | 87  | – | 0  | M.Judge               |
|                       |    |   |    |                        |  |                    |    |   |    |                      |  | J.Higgins                 | 67  | – | 26 | K.Doherty             |